# Michael Kast Schindele

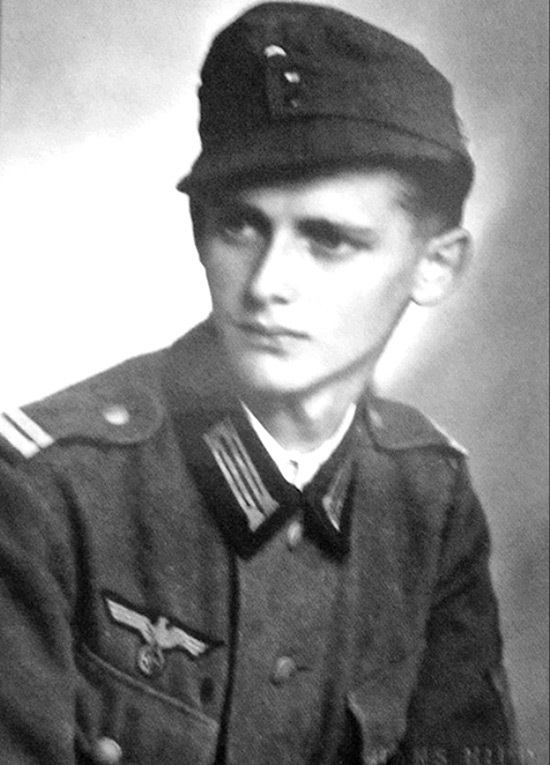
Michael Kast Schindele

Michael Martin Kast Schindele (* 2. April 1924 in Thalkirchdorf; † 9. Mai 2014) war ein deutscher Offizier und Geschäftsmann sowie der Begründer der Familie Kast in Chile. Nach der Niederlage Nazi-Deutschlands am Ende des Zweiten Weltkriegs ließ er sich in Chile nieder, wo viele seiner Nachkommen wichtige Rollen in der chilenischen Politik einnahmen, wie José Antonio Kast, Miguel Kast, Felipe Kast und Pablo Kast.

## Leben und Wirken

### Herkunft und Zweiter Weltkrieg
Michael Martin Kast Schindele wurde am 2. April 1924 in Thalkirchdorf geboren. Sein Vater stammte aus Ulm und gründete 1893 in Wiedemannsdorf, Oberstaufen, eine Milchpulverfabrik, die eine von drei in Deutschland war, die das neu erfundene Produkt herstellte.
Laut dem deutschen Historiker Armin Nolzen war Kast wahrscheinlich von seinem 14. Lebensjahr bis zum 1. September 1942 (da war er 18 Jahre alt) Mitglied der Hitlerjugend. Am 6. September 1942 beantragte er die Aufnahme in die NSDAP und wurde rückwirkend zum 1. September desselben Jahres aufgenommen (Mitgliedsnummer 9.271.831). Kast und sieben seiner Brüder traten in die Wehrmacht ein, wobei Kast den obligatorischen Wehrdienst ableistete. Von den 8 Kast-Brüdern, die im Zweiten Weltkrieg kämpften, sollen nur drei überlebt haben.
Während des Krieges wurde Kast 1942 zunächst im Garnisonsdienst in Frankreich eingesetzt, dann kämpfte er von 1943 bis 1944 in der Kesselschlacht von Tscherkassy gegen die Sowjetunion und stieg bis zum Leutnant auf. 1944 und bis in das Jahr 1945 hinein war er in Italien zur Verteidigung der Gotenlinie im Apennin eingesetzt und wurde im Mai 1945 in der Nähe von Trient von einer amerikanischen Einheit gefangen genommen. Er entkam während eines Wachwechsels im folgenden Monat aus dem Gewahrsam und floh zu Fuß zurück nach Bayern, wo er sich laut dem Journalisten Javier Rebolledo einen falschen Ausweis besorgte, der ihn als Mitglied des Internationalen Komitees vom Roten Kreuz auswies.

### Leben in Chile
In Bayern lernte Kast seine spätere Frau kennen, die als Olga Maria Kreszencia Rist (1924–2015) geboren wurde, in Chile aber nach spanischer Namensgebung, bei der die Nachnamen beider Elternteile formell und rechtlich getragen werden, als Olga Rist Hagspiel bekannt ist. Die beiden heirateten am 26. Oktober 1946 in Thalkirchdorf. Kast begann 1947 während der Entnazifizierung, eine falsche Identität anzunehmen, doch als er seine Entnazifizierungsurkunde beantragte, wurde diese zunächst nicht genehmigt. obwohl ein mit ihm befreundeter Staatsanwalt Kasts Nazi-Personalakte verbrannte. Daraufhin floh  er mit Hilfe des Vatikans über so genannte Rattenlinien nach Argentinien und später nach Chile. Er kam im Dezember 1950 in Chile an und ließ sich in Buin, einer Gemeinde in der heutigen Metropolregion Santiago nieder.
Kasts Frau und die beiden in Deutschland geborenen Kinder, Michael (später Miguel) und Barbara, kamen bald darauf nach Chile. 1962 gründete er die Wurstfabrik Cecinas Bavaria, die heute seinem Sohn Christian Kast Rist gehört. Kast wurde von der Gemeinde Buin (1985), der Handelskammer von Buin (1989) und den Carabineros von Buin (1992) öffentlich ausgezeichnet. Er half auch beim Bau von sechs Kirchen in Buin. Eine Feuerwehrgruppe in Buin trägt seinen Namen und nennt sich „Brigada Juvenil Miguel Kast“ („Jugendbrigade Miguel Kast“). Im Jahr 1995 erhielt er die chilenische Staatsbürgerschaft.

### Tod
Kast starb am 10. Mai 2014 im Alter von 90 Jahren. Seine Totenwache fand am folgenden Tag in der Kirche Santos Ángeles Custodios in Buin statt.

## Kontroverse
Die genaue Verwicklung von Kast in den Zweiten Weltkrieg und in die Militärdiktatur von Augusto Pinochet ist umstritten.

### Beteiligung an der NSDAP

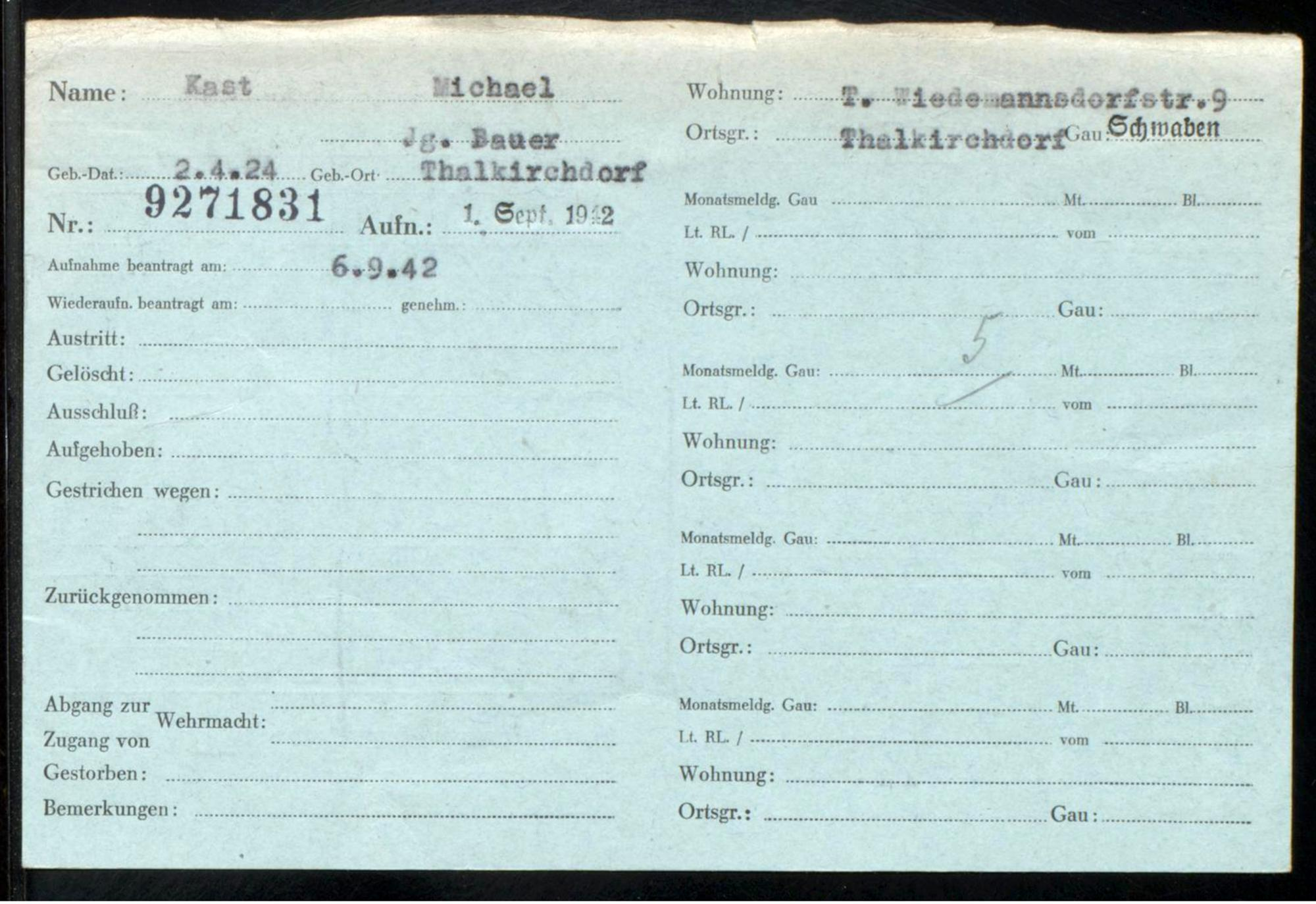
Kasts NSDAP-Karteikarte

Die Journalisten Javier Rebolledo und Nancy Guzmán bezeichneten Michael Kast in ihrem 2015 erschienenen Buch mit dem Titel A la sombra de los cuervos eindeutig als Nazi. José Antonio Kast bestritt dies in einem Artikel für The Clinic, in dem er behauptete, dass sein Vater während seiner Zeit in der Wehrmacht keine Kriegsverbrechen begangen haben könne, da der ältere Kast in seinen späteren Jahren oft Deutschland besuchte, ohne dass die Polizei eingegriffen hätte. José Antonio Kast bestritt öffentlich, dass sein Vater ein Nazi gewesen sei, und verwies darauf, dass der Militärdienst seines Vaters obligatorisch war.
Im Jahr 2021 warf Gabriel Boric, der politische Hauptgegner von José Antonio Kast bei den chilenischen Parlamentswahlen 2021, José Antonio Kast vor, ein Heuchler zu sein, denn „Migration ist ein Recht und manchmal auch eine Tragödie. Ihr Vater war selbst ein Migrant, nachdem er in der Nazi-Armee gekämpft hatte“.

### Verstrickung in die Pinochet-Diktatur
Rebolledo und Guzmán schrieben auch, dass Kast (ebenso wie sein Sohn Miguel) mit dem Nationalen Informationszentrum der Pinochet-Diktatur in Verbindung gestanden habe und an der Festnahme und dem gewaltsamen Verschwinden von Pedro Vargas beteiligt gewesen sei, der Arbeiter in Kasts Unternehmen organisiert hatte. José Antonio Kast behauptete demgegenüber, dass es unmöglich sei, dass sein Vater in das Verschwinden von Pedro Vargas verwickelt gewesen sei, da Vargas’ Vater und Bruder (Bernabé und Jorge) nach dem Verschwinden von Pedro Vargas weiter in der Wurstfabrik der Familie Kast gearbeitet hätten.

## Persönliches Leben
Michael Kast hatte 10 Kinder (davon 2 in Deutschland und 8 in Chile geboren), 50 Enkelkinder (zum Zeitpunkt seines Todes) und etwa 20 Urenkel (zum Zeitpunkt seines Todes). Zwei seiner Kinder starben in ihrer Jugend; eines durch Ertrinken und das andere bei einem Autounfall. Viele seiner Kinder und Enkelkinder haben wichtige Rollen in der chilenischen Politik gespielt und dienten als Abgeordnete und Senatoren.
- Michael „Miguel“ Kast Rist (1948–1983), Wirtschaftswissenschaftler, Mitglied der Chicago Boys, Staatsminister und Präsident der Zentralbank unter der Diktatur von Augusto Pinochet; verheiratet mit Cecilia Sommerhoff Hyde (geb. 1951); 5 Kinder
  - Bárbara Kast Sommerhoff (geb. 1968), Soziologin[19]
  - Michael Kast Sommerhoff (geb. 1968), Priester[19]
  - Pablo Kast Sommerhoff (geb. 1973), Architekt und Abgeordneter (2018–2022); verheiratet mit Juana Edwards Urrejola; 4 Kinder
  - Felipe Kast Sommerhoff (geb. 1977), Architekt, Wirtschaftswissenschaftler, Abgeordneter (2014–2018), Senator (2018–2026); verheiratet mit Emelia Puga Bermúdez (geb. 1980); 3 Kinder
  - Tomás Kast Sommerhoff (geb. 1979), Ingenieur und Stadtrat von Vitacura (2021–2025)
- Hans Kast Rist (geb. 1951), war 25 Jahre lang römisch-katholischer Priester bis zu seinem Ausscheiden aus dem Priesteramt im Jahr 2020[21]
- Erika Kast Rist (geb. 1954), verheiratet mit dem Geschäftsmann Alfonso Maira Carlini (geb. 1948); 8 Kinder, darunter
  - Cristóbal Maira Kast (geb. 1974), Eigentümer von Agricola Rayenco[19]
  - Consuelo Maira Kast (geb. 1978), Geschäftsfrau[19]
  - Catalina Maira Kast (geb. 1984), Investorin[19]
  - Esteban Maira Kast (geb. 1986), Rechtsanwalt[19]
- Christian Kast Rist (geb. 1957), Geschäftsmann und Eigentümer von Cecinas Bavaria;[14] verheiratet mit Pamela Prett Weber (geb. 1960); 4 Kinder, darunter[22]
  - Mónica Kast Prett (geb. 1980), Historikerin[19]
  - Andrea Kast Prett (geb. 1984), Unternehmerin, Geschäftsführerin von Cecinas Bavaria[19]
  - Cristian Kast Prett (geb. 1986), Geschäftsmann[19]
- Verónica Kast Rist (geb. 1960), verheiratet mit Andrés Tocornal Vial (geb. 1955); 3 Kinder
- Rita Kast Rist (geb. 1962), Geschäftsfrau;[14] verheiratet mit Gonzalo Urcelay Montecinos (geb. 1959); 7 Kinder,[23] darunter
  - Gonzalo Urcelay Kast (geboren 1986), Rechtsanwalt[19]
  - María Fernanda Urcelay Kast, Rechtsanwältin[19]
- José Antonio Kast Rist (geb. 1966), Rechtsanwalt, Politiker, Abgeordneter (2014–2018), Präsidentschaftskandidat bei den Wahlen 2017 und 2021, und Gründer der Republikanischen Partei Chiles; verheiratet mit María Pía Adriasola Barroilhet (geb. 1966); 9 Kinder.
- Gabriela Kast Rist, Schriftstellerin[24]